# Hvalrossen (1884)
Hvalrossen – duński torpedowiec z lat 80. XIX wieku. Okręt został zwodowany w 1884 roku w brytyjskiej stoczni John I. Thornycroft & Company w Chiswick, a do służby w Kongelige Danske Marine przyjęto go w październiku 1884 roku. Jednostka została skreślona z listy floty w 1919 roku.

## Projekt i budowa
Torpedowce 1. klasy został zaprojektowany na duńskie zamówienie i zbudowany w brytyjskiej stoczni John I. Thornycroft & Company w Chiswick . Wodowanie odbyło się w 1884 roku.

## Dane taktyczno–techniczne
Okręt był torpedowcem o długości całkowitej 33,55 metra, szerokości całkowitej 3,71 metra i zanurzeniu 2,04 metra . Wyporność normalna wynosiła 64 tony, a pełna 74 tony. Okręt napędzany był przez pionową maszynę parową o mocy 660 KM, do której parę dostarczał jeden kocioł lokomotywowy . Maksymalna prędkość napędzanej jedną śrubą jednostki wynosiła 17 węzłów . Okręt zabierał 10 ton węgla.
Uzbrojenie artyleryjskie jednostki składało się z jednego pojedynczego rewolwerowego działka kalibru 37 mm M1875 L/17 . Okręt wyposażony był w dwie dziobowe wyrzutnie torped kal. 381 mm .
Załoga okrętu składała się z 15 oficerów, podoficerów i marynarzy .

## Służba
„Hvalrossen” został przyjęty do służby w Kongelige Danske Marine w październiku 1884 roku . W 1912 roku oznaczenie okrętu zmieniono na T5, a w 1916 roku na P3 . Jednostka została wycofana ze służby w 1919 roku .